# Naprotechnologie
 (mai 2020).
- Si vous ne connaissez pas le sujet, laissez ce bandeau (vous pouvez alors contacter les auteurs).
- Si vous supprimez le contenu mis en cause (vous pouvez préalablement contacter les auteurs),

argumentez précisément cette suppression dans la page de discussion
(un manque de référence n'est pas un argument ; une recherche réelle de référence doit avoir été effectuée, être formellement documentée).
 (mai 2020).
 (février 2020).
Naprotechnologie est une marque déposée provenant de la contraction des termes anglais Natural Procreative Technology, désignant un parcours médical visant à restaurer la fertilité.
C'est une méthode de procréation naturelle médicalement assistée mise au point dans les années 1980-1990 par Thomas Hilgers, gynécologue obstétricien américain spécialiste de médecine reproductive. Intervenant après un premier parcours payant d’observation de la glaire cervicale au cours du cycle menstruel, vendue sous la marque « système FertilityCare », la « naprotechnologie »  est un parcours de diagnostics et de soins basé sur ces résultats, sur des pratiques  médicale et chirurgicale classiques de reproduction ou alternatives (compléments alimentaires et médicaments sans autorisation de mise sur le marché).
Méthode promue par les milieux catholiques, son efficacité n'est pas prouvée.

## Fonctionnement
Les découvertes de Thomas Hilgers et le système FertilityCare (du modèle Creighton) sont utilisées à l'étranger à partir des années 1980 et commencent à être utilisées en France,.
La naprotechnologie cherche à traiter les causes sous-jacentes de l'hypofertilité.
Il s’agit d’une prise en charge médicale en vue de faciliter la conception qui, elle, se déroule naturellement, sans passer par l’insémination artificielle ou la fécondation in vitro. Cette prise en charge est fondée sur la connaissance précise du cycle féminin, à travers l’observation de la glaire cervicale — qui va permettre au couple de bien connaître ses périodes fertiles —, et de la fertilité masculine. Cette phase est complétée par un suivi médical classique, avec des examens (prises de sang, bilans hormonaux, échographies, spermogramme, etc.), des consignes hygiéno-diététiques (régime pauvre en sucres par exemple) et des traitements médicamenteux, voire chirurgicaux.

## Efficacité non démontrée
Selon certaines études, ses méthodes ont une probabilité de réussite située entre 40 et 50% pour les femmes d'environ 35 ans,,.
Ainsi, les personnes y ayant recours n'ont statistiquement pas plus facilement un enfant que des personnes ayant régulièrement un rapport sexuel dans un but procréatif.